# 約克大廈

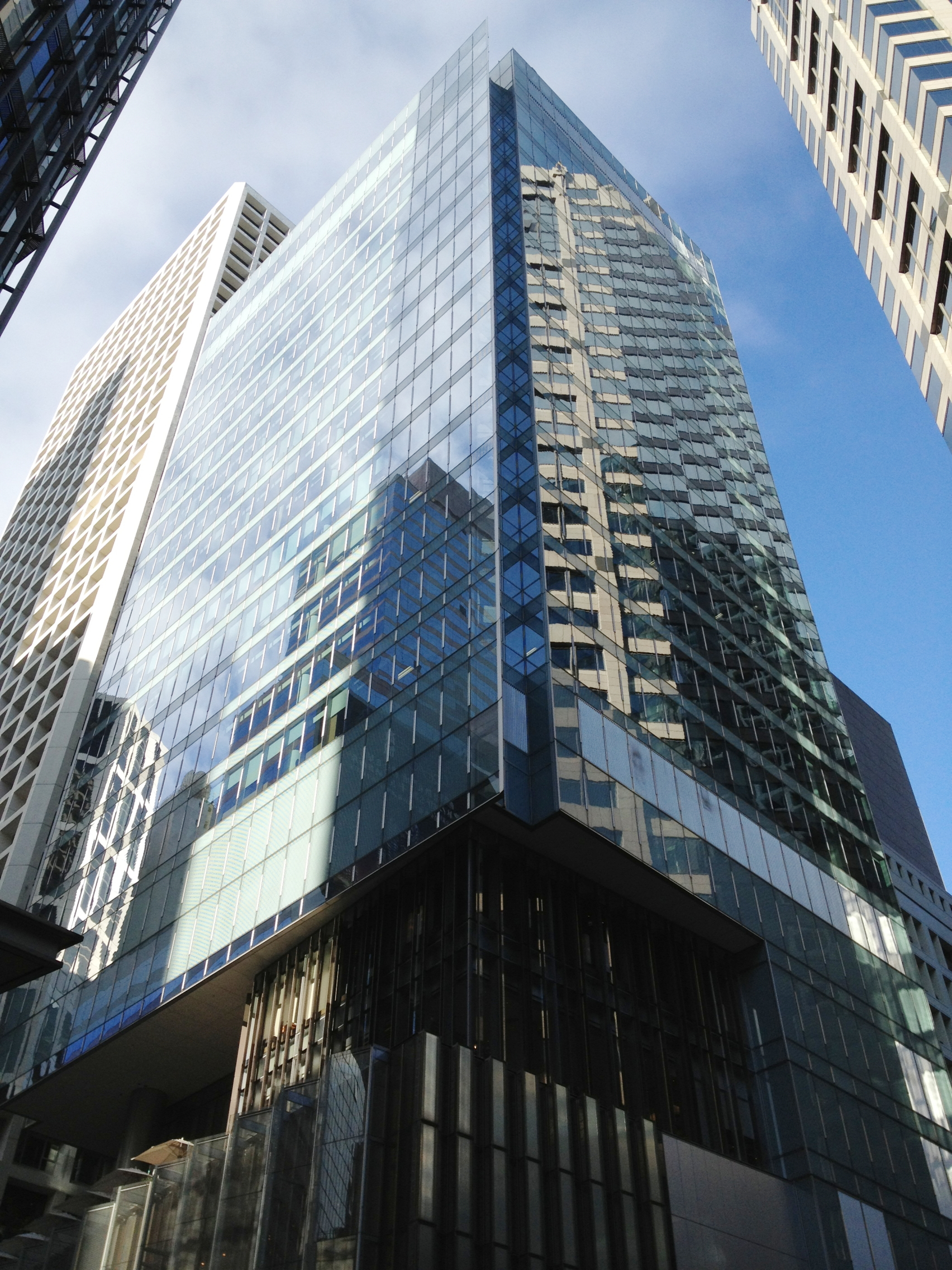
約克大廈

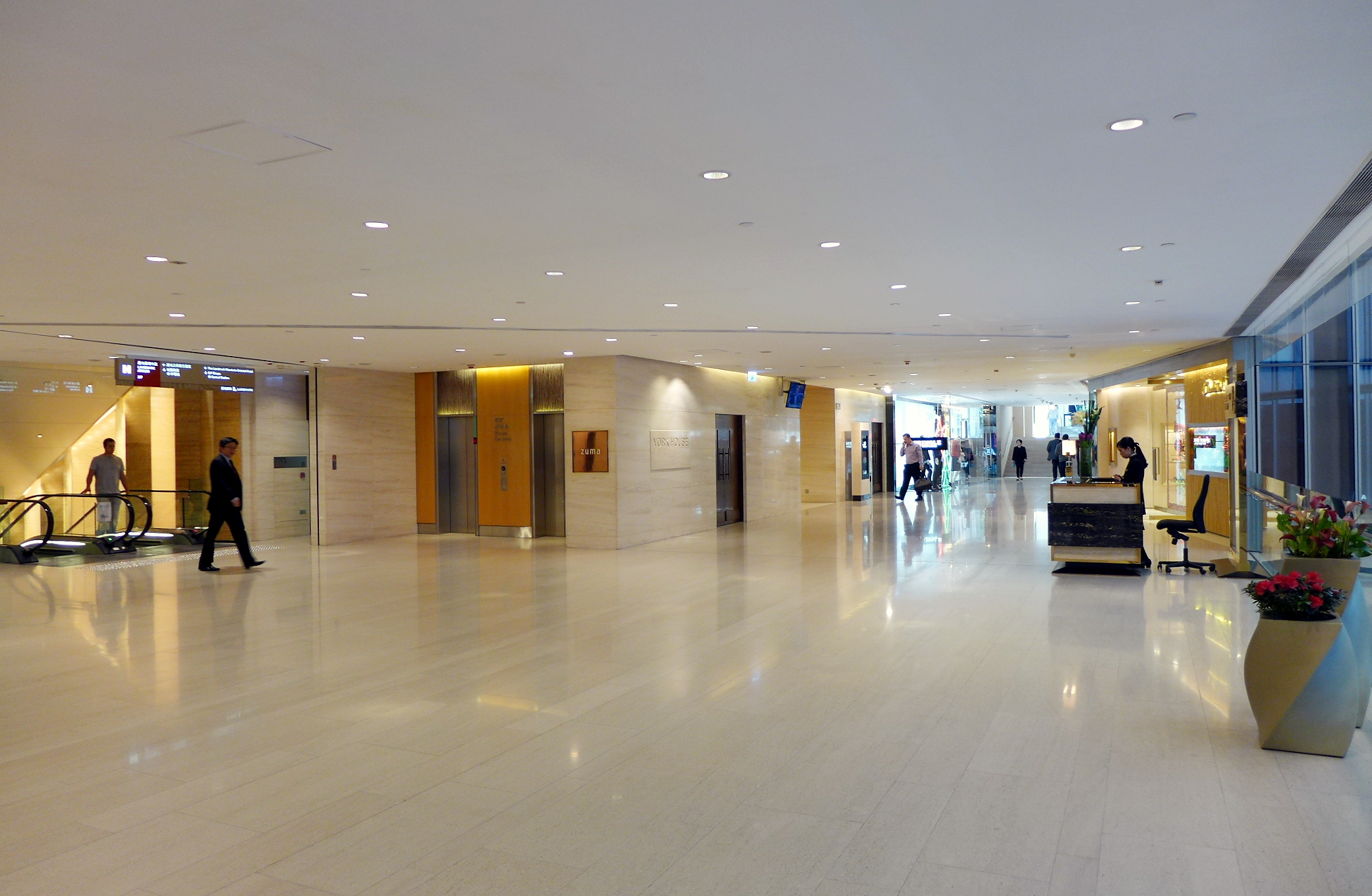
約克大廈寫字樓大堂

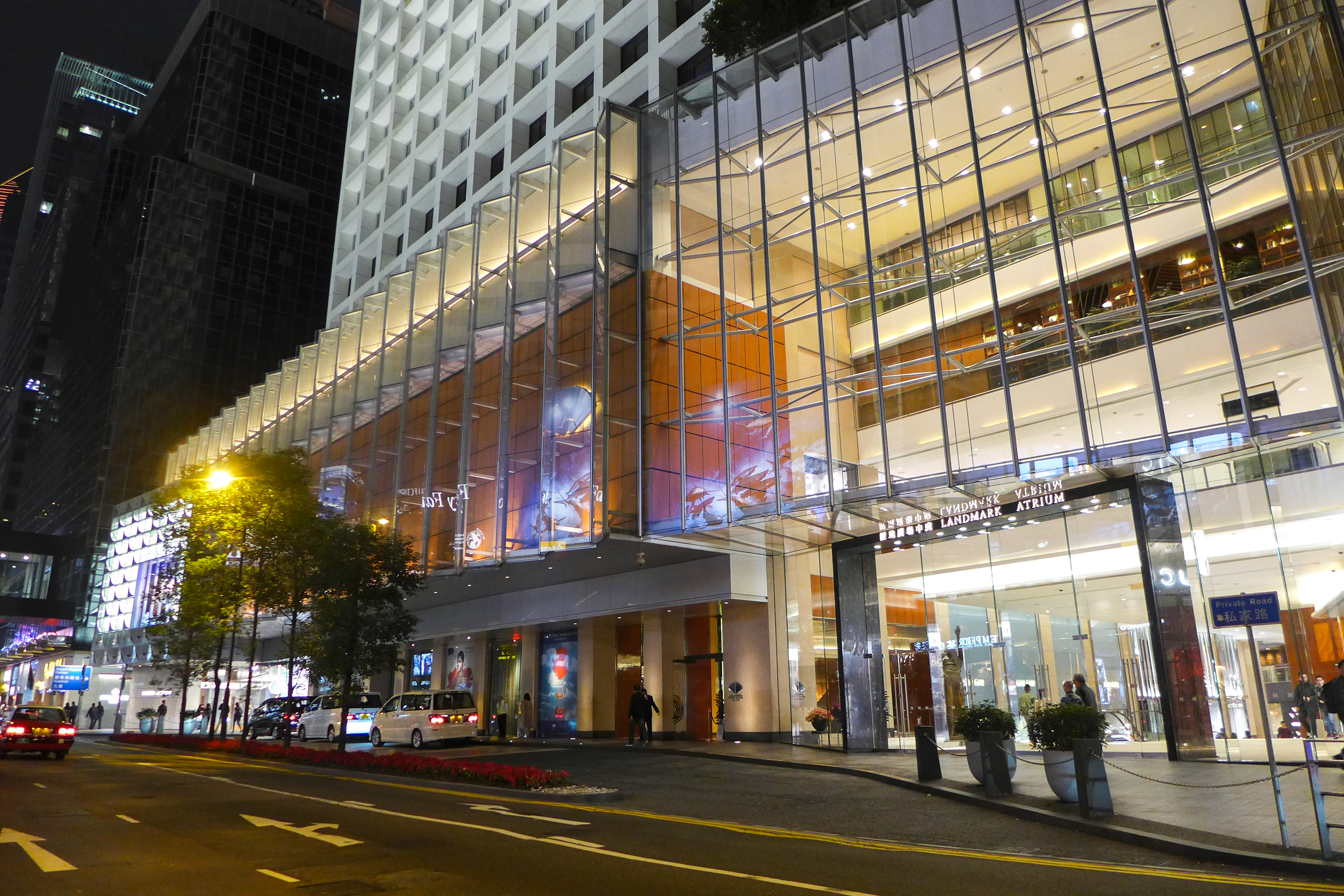
約克大廈商場正門入口

約克大廈（英語：York House）是置地公司的一座商業大廈，位於香港島中環皇后大道與雪廠街交界，樓高24層，於2007年落成及入伙，為置地廣場的一部份。2006年3月，獲英國約克公爵命名為約克大廈。

## 歷史
約克大廈的前身是建於1950年代的公爵行（Edinburgh Building）。於1982年改建為高約只有5層的置地廣場東翼。置地廣場東翼已於2004年拆卸，重建為商業大廈，即現時的約克大廈。

## 租戶
地下至7樓共4.3萬呎為零售及飲食店；8樓至21樓為寫字樓，實用面積約11.5萬平方呎，每層實用樓面8200呎。2006年8月，美盛集團宣佈租用約克大廈12樓全層，成為約克大廈首名租戶，其後的租戶包括中國建設銀行（亞洲）（已遷往中國建設銀行大廈）、中國地能（已遷往中環中心）、Lexington Partners（15樓）、西太平洋銀行（16樓）、普羅維登斯股本亞洲有限公司（18樓，已遷）及施文律師行 （页面存档备份，存于）（10樓02-03室）等。

## 樓層分佈
- 9-10樓：偉凱律師事務所
- 10樓：加拿大西岸集團（物業開發商）（Westbank Projects HK（Developer））（1001室）
- 11樓：CPP Investment Board Asia Inc
- 12樓：Greenhill & Co., Inc.（1201室）、美盛集團（Legg Mason Asset Management Hong Kong Limited）、Western Asset Management（1202室-1203室）
- 13樓：Campbells（1301室）、金栢資產管理有限公司（Complus Asset Management Limited）（1302室）、角點資產管理有限公司 (AnglePoint Asset Management Limited)（1303室）
- 14樓：Highbridge Capital Management LLC（1401室）、Moore Capital Asia Limited （1403室）
- 15樓：Lexington Partners Asia Limited（1503室）、华乐资本有限公司（Kadensa Capital Limited）（1501室）
- 16樓：偉凱律師事務所
- 18樓：CPP Investment Board
- 19樓：D. E. Shaw & Co.（Asia Pacific）Limited、National Bank of Canada、NBC Financial Markets Asia Limited（1903室）
- 20樓：Lone Star Asia-Pacific Acquisitions（Hong Kong）Limited、 Hudson Advisors Asia-Pacific, Limited (2003室)、厚樸投資 (HOPU INVESTMENTS)
- 21樓：DCP Capital

## 環保建築設計
約克大廈由KPF及凱達環球有限公司設計，獲2007年香港環保建築協會環保建築及建造獎白金級別。

## 鄰近
- 中區政府合署西座

## 外部連結
- 約克大廈 （页面存档备份，存于）
- 約克大廈 位置地圖 （页面存档备份，存于）